# Horrible Bosses 2
Horrible Bosses 2 (titulada en España Cómo acabar con tu jefe 2 y en Hispanoamérica Quiero matar a mi jefe 2) es una película del año 2014 dirigida por Sean Anders y protagonizada por Jason Bateman, Charlie Day, Jason Sudeikis y Jennifer Aniston. Es la secuela de Horrible Bosses estrenada en 2011.

## Argumento
La película comienza con Nick, Dale y Kurt a punto de hablar sobre su invento, "El amigo de ducha" o "Ducha-colega" en España, en un programa matutino. A los conductores del programa les encanta el producto cuando Kurt demuestra como debe utilizarse. Los conductores le preguntan a Dale donde pueden comprarlo, y les dice que pueden localizarlos en una página llamada "NickKurtDale" que es la combinación de sus nombres. Al oírlo van a una pausa comercial y los echan del programa. 
Posteriormente, llaman a Kurt de la empresa de Burt Hanson y les ofrecen un contrato por cien mil de sus productos, además de conocer al hijo de Burt. Los tres comienzan el emprendimiento alquilando un depósito, contratando nuevos empleados, principalmente priorizando a las jóvenes bonitas sin experiencia, y fabricando el gran pedido. Sin embargo, luego de hacerlo, se dirigen al campo de Burt, quien les confiesa su plan de arruinarlos y ponerlos en bancarrota, cancelando la orden de las unidades y causando el desmoronamiento de la empresa "NickKurtDale", lo que aprovecharía para su beneficio adueñándose de la misma y poniéndole de nombre "Camarada de ducha" o "Duchamigo" en España.
Esa misma noche los 3 amigos van a ver a Abusamadres Jones (Hijoputa Jones en España) con la idea de secuestrar al hijo de Burt, Rex Hanson, y este les recomienda entrar en su casa y dormirlo con gas, para conseguirlo entran a escondidas a la oficina de la exjefa de Dale, la Dra. Julia Harris, quien casualmente entra con su grupo de adictos al sexo, quedando Dale y Kurt atrapados en el armario y Nick actuando en el grupo para que sus amigos puedan escapar.
Ya en la casa de Rex, su plan sale mal cuando accidentalmente mientras estaban escondidos en su clóset, se abre el tubo de gas, durmiéndolos por completo la noche entera. Cuando despiertan a la mañana escapan, pero al abrir el baúl de su auto encuentran a Rex atado y amordazado. Ante esto se preguntan como lo lograron, pero terminó siendo una broma por parte del "secuestrado". Para su sorpresa, este les ofrece llegar a un trato, ya que tiene una mala relación financiera con el padre, pretende seguir siendo parte de su secuestro y pedir un rescate de 5 millones de dólares en vez de los anteriores 500 mil. Llaman a Burt desde un teléfono público y le comunican lo ocurrido. Luego de mantenerse ocultos en la fábrica de su empresa "NickKurtDale" e idear su plan, lo llevan a cabo. 
Primero llaman al millonario para informarle el lugar donde debía ir, y por supuesto fue con la policía y detectives detrás, mientras Rex se mantendría "secuestrado" en otro depósito lejano. En el banco que se encontrara Burt, debía estar un teléfono desechable pero en su lugar estaba el de Kurt. Y ellos vigilaban desde un apartamento al frente, y llegó Julia para acosarlos sexualmente. Igualmente lo llaman y le comunican otro destino: un estacionamiento encontrado en un subsuelo donde perdería la señal de su teléfono y su micrófono. Pero ya allí, casi al finalizar, aparece repentinamente Rex y mata a su padre, con el fin de echarle la culpa a los otros tres y quedarse con su millonaria herencia. Por la gran perdida de tiempo, la policía empieza a llegar, pero Abusamadres Jones aparece para ayudarlos. Tras una persecución llegan al depósito donde supuestamente debía estar Rex actuando como la víctima inocente. Justo antes de que la policía apresara a los tres, en el bolsillo de Rex suena el tono de llamada del celular de Kurt, a quien había obligado a cambiarse los pantalones por tener una muestra de sangre que demostraba que había sido él el asesino. Se dan cuenta de su mentira y apresan al hijo del muerto, el culpable. Dale termina internado por una bala en el pecho. Y en la sala del hospital hablan de lo ocurrido, la Dra. Julia y Stacy, la esposa de Dale, se hacen amigas y Julia le confiesa a él indirectamente que tuvieron relaciones mientras se encontraba en coma y por eso dejaría en paz sus acosos. Y finalmente la empresa de "El Amigo de ducha/El Amigo de baño" quebró pero la compró un conocido de ellos que los dejaría seguir trabajando: el exjefe de uno de ellos que estaba preso, al cual habían asistido para pedirle ayuda a lo largo de la película.

## Elenco
- Jason Bateman como Nick Hendricks.
- Charlie Day como Dale Arbus.
- Jason Sudeikis como Kurt Buckman.
- Jamie Foxx como Abusamadres Jones.
- Jennifer Aniston como Julia Harris.
- Chris Pine como Rex Hanson.[1]
- Christoph Waltz como Burt Hanson.[2]
- Kevin Spacey como David Harken.
- Jonathan Banks como Detective Hatcher.

## Producción
Tras el estreno de Horrible Bosses en julio de 2011, el director Seth Gordon confirmó que las negociaciones estaban en curso para una secuela debido al éxito financiero de la película en los Estados Unidos, diciendo:. "Sí, hemos hablado de ello sin duda lo ha hecho bien en los Estados, la película tiene, por lo que se está convirtiendo en un esfuerzo más concertado ahora, que estamos tratando de averiguar lo que podría ser la secuela ". El 4 de enero de 2012, se confirmó que una secuela estaba avanzando, y que los guionistas John Francis Daley y Jonathan Goldstein regresarían a escribir el guion. En ese momento, New Line Cinema se informó que se negocia con Gordon regresar como director, así como con Jason Bateman, Charlie Day y Jason Sudeikis regresarían en los papeles principales. El 27 de febrero de 2012, se confirmó que Goldstein y Daley estaban en el proceso de escribir el nuevo guion. En marzo de 2013, Goldstein y Daley confirmaron que habían presentado el proyecto de múltiples guiones para la secuela, y que la producción se había movido hacia la finalización del presupuesto. Más tarde en el mismo mes Bateman, Day y Sudeikis se confirmó que repetirian sus papeles, también se informó que se encontraban en charlas con Jamie Foxx para que continue en la secuela. La película volverá a ser producido por Brett Ratner y Jay Stern.
En agosto de 2013, se anunció que Seth Gordon no regresaría para dirigir debido a conflictos de programación y que el estudio estaba buscando un reemplazo. En septiembre de 2013, Sean Anders fue anunciado como el reemplazo de Gordon, junto con John Morris uniéndose a la producción. La pareja había realizado previamente una reescritura del guion. En septiembre de 2013, Jennifer Aniston firmó para repetir su papel de Julia Harris.
El rodaje de Horrible Bosses 2 tuvo lugar en Burbank, California, entre septiembre de 2013 y junio de 2014.

## Estreno
El 27 de septiembre de 2013, se anunció que la película se estrenaría el 26 de noviembre de 2014 en las salas de cine de Estados Unidos.

### Respuesta crítica
En Rotten Tomatoes, la película tiene una calificación de aprobación del 34% según 155 reseñas y una calificación promedio de 4.6 / 10. El consenso crítico del sitio dice: " Horrible Bosses 2  puede provocar algunas carcajadas entre los grandes fanáticos de la original, pero en general, es una pérdida de un elenco fuerte que no justifica su propia existencia". On Metacritic, the film has a score of 40 out of 100 based on 36 critics, indicating "mixed or average reviews". Las audiencias encuestadas por CinemaScore le dieron a la película una calificación promedio de "B +" en una escala de A + a F, la misma calificación obtenida por su predecesora.
Justin Lowe de  The Hollywood Reporter  dijo: "Los chistes comienzan a volverse obsoletos mucho antes del punto medio de la película". Justin Chang de ' Variety' 'calificó la película como una "secuela estúpida e increíblemente de mal gusto". Dan Callahan de 'TheWrap' 'dijo que "el resultado es pueril, feo y dolorosamente sin gracia". Moira MacDonald de  The Seattle Times  le dio a la película una estrella y media de cada cuatro, diciendo "Muchos chistes pasan volando, muchos de ellos de gusto cuestionable (algunos francamente ofensivos) y la mayoría de ellos sin gracia." Claudia Puig de  USA Today  le dio a la película una de cada cuatro estrellas, diciendo: "Esta secuela mal concebida del entretenido" Horrible Bosses "de 2011 es vil, estúpida, insultante y vulgar. También es vergonzosa poco graciosa". Tom Russo de  The Boston Globe  le dio a la película dos estrellas y media de cuatro y dijo: "Una nueva desventura cuya fórmula insignificantemente refinada de alguna manera termina siendo más entretenida".ref>Russo, Tom (25 de noviembre de 2014). «'Horrible Bosses 2' works better». bostonglobe.com. Consultado el 30 de noviembre de 2014.</ref> Stephen Holden f  The New York Times  dijo que la película es "una de las secuelas de Hollywood más descuidadas e innecesarias jamás realizadas, no es más sucia ni más ofensiva que su precursora de 2011. Pero es infinitamente más tonta y no la mitad de divertida".